# Rapto de Helena
En la mitología griega, el rapto de Helena fue realizado en Esparta por Paris, príncipe troyano.
Hay diferentes versiones sobre el modo en el que se produjo. Algunas de ellas señalan que Helena no fue llevada por la fuerza, sino que se dejó llevar por Paris. El rapto de Helena fue la causa de la guerra de Troya, que fue inmortalizada por Homero en la Ilíada.

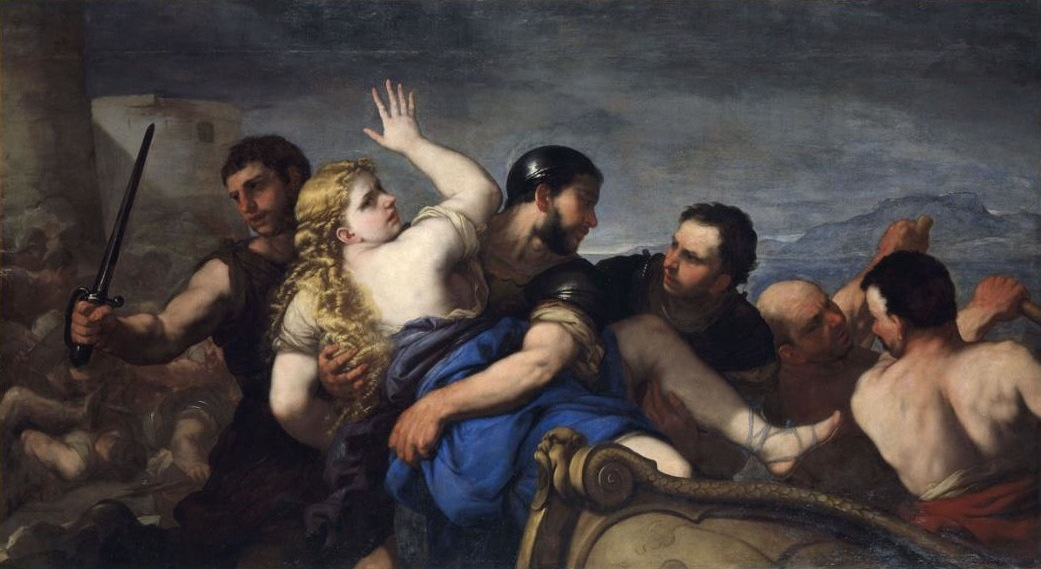
Luca Giordano: Rapto de Helena (Ratto di Elena). 1680 - 1683.

## Antecedente
Helena, hija de Zeus y Leda (su madre fue Némesis según otra versión) era famosa por su gran belleza.
Previamente al rapto realizado por Paris, de niña había sido raptada por Teseo con la ayuda de su amigo Pirítoo. Teseo tenía la intención de contraer matrimonio con ella, pero la dejó al cuidado de su madre Etra, mientras ayudaba a Pirítoo a intentar raptar a Perséfone en el inframundo. Mientras, Helena fue liberada por sus hermanos: los Dióscuros.

## Rapto, seducción o fantasía
Muchos años después de este primer rapto, una vez que Helena se había casado con Menelao, fue cuando se produjo el posterior rapto que ocasionó la guerra de Troya.
Paris había partido con una pequeña flota a Esparta con la intención de traerse a Helena consigo, puesto que le había sido prometida por Afrodita. En otras versiones, su intención era realizar gestiones para la vuelta a Troya de su tía Hesíone.
Menelao estaba ausente de Esparta: había ido a Creta para asistir al funeral de su abuelo Catreo. En algunas versiones, Menelao se hallaba ausente ya cuando llegó Paris; en otras, Menelao recibió a Paris hospitalariamente y después partió hacia Creta dejando a su esposa la tarea de ejercer de anfitriona.

Francesco Primaticcio: El rapto de Helena (Il rapimento di Elena). 1530 - 1539.

### Versión del rapto
- En su obra Elogio de Helena, Gorgias sigue la versión en la que Helena fue raptada a la fuerza por Paris. No obstante, también contempla la posibilidad de la seducción, pues argumenta en defensa de Helena que si es seducida, entonces es porque ha sido obligada por alguna deidad (sea Afrodita o sea Eros), y eso no se puede evitar.

- Otros autores, como Lactancio Plácido, siguen esta versión y explican que por ello Menelao aceptó de nuevo a Helena una vez que Troya fue tomada.

- En la obra de Quinto de Esmirna, una vez que Troya ha sido tomada, Helena ofrece a Menelao la excusa de que ha sido raptada.[2]

### Versión de la seducción

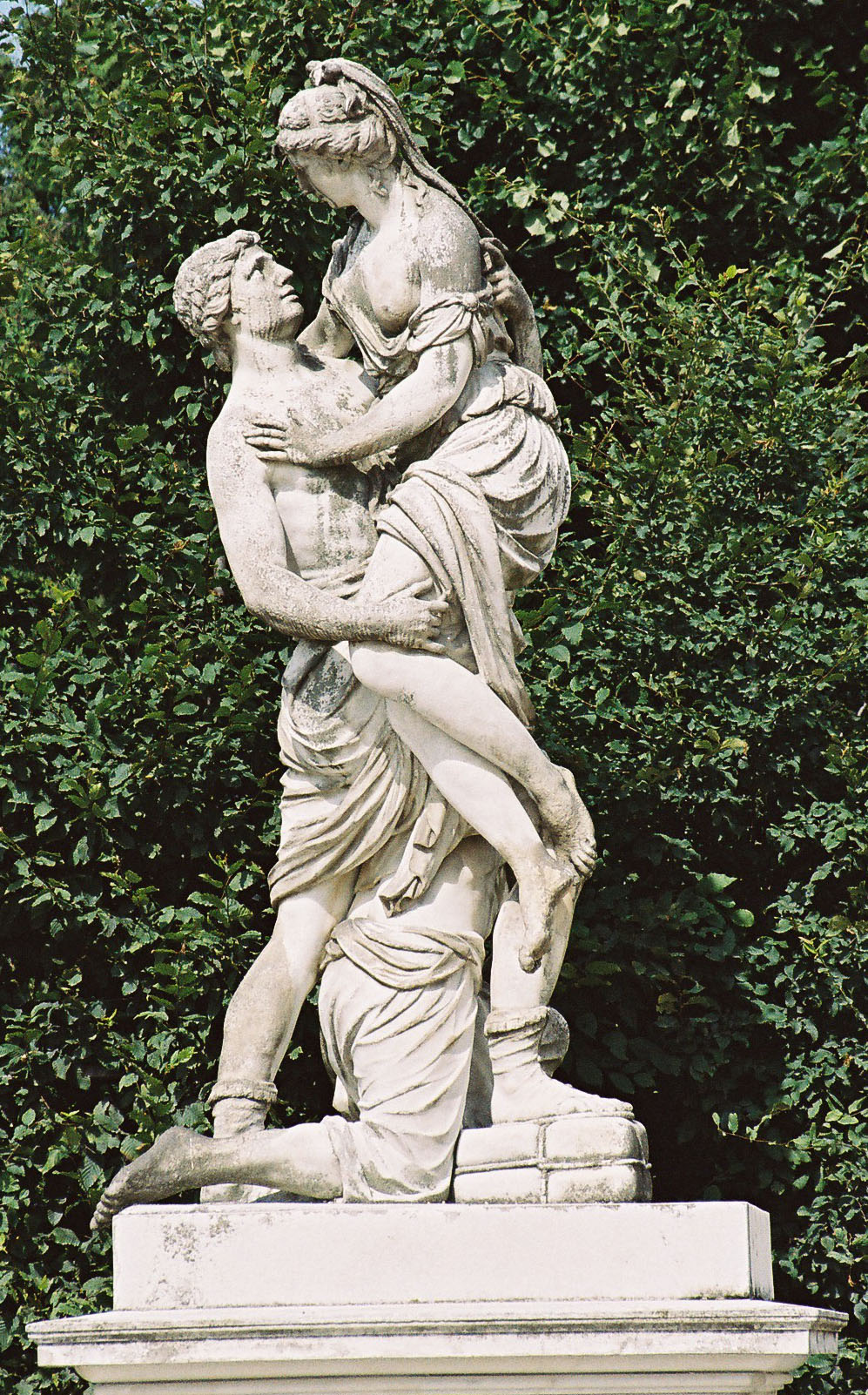
Taller de Johann Wilhelm Beyer (1725 - 1796): Rapto de Helena (Raub der Helena) o Huida de Paris y Helena (Flucht von Paris und Helena). 1773 – 1780. Jardines del Palacio de Schönbrunn (Viena).

- Homero señala que Helena fue seducida por Paris, y huyó con él a Troya.[3]

- También en las Ciprias, poema perdido, se debía seguir esta misma versión, puesto que en su resumen de ese poema, Proclo señala que:

Afrodita une a Helena con Alejandro.

- Eurípides sigue esta versión en sus tragedias Las troyanas e Ifigenia en Áulide.

En esta versión, sin embargo, se suele exculpar a Helena de responsabilidad, puesto que se atribuye a los dioses en general, o a Afrodita en particular, la autoría de la seducción y el consiguiente enamoramiento.
- Gorgias utiliza esta versión como argumento en su famoso Elogio de Helena. Helena es inocente por su falta de libertad. Al ser menos fuerte que los dioses, no puede negarse a lo que le impongan ellos.

### Otras versiones
- Estesícoro, poeta del siglo VI a. C., difundió en su Palinodia la versión de que en realidad Helena no había ido a Troya sino que lo que Paris llevó a Troya fue un fantasma con su imagen que había formado Zeus o Hera, y que la verdadera Helena había sido trasladada por uno de estos dioses a Egipto.

- Eurípides sigue esta versión en sus tragedias Helena y Electra.